# Lathikata
Lathikata es una  ciudad censal situada en el distrito de Sundargarh en el estado de Odisha (India). Su población es de 7405 habitantes (2011). Se encuentra a 257 km de Bhubaneswar y a 14 km de Raurkela. 

## Demografía
Según el censo de 2011 la población de Lathikata era de 7405 habitantes, de los cuales 3913 eran hombres y 3492 eran mujeres. Lathikata tiene una tasa media de alfabetización del 86,65%, superior a la media estatal del 72,87: la alfabetización masculina es del 92,02%, y la alfabetización femenina del 80,69%.